# Liste der Naturdenkmale in Inzigkofen
| Naturdenkmale | Anzahl |
| ------------- | ------ |
| FND           | 2      |
| END           | 7      |
| Gesamt        | 9      |

Die Liste der Naturdenkmale in Inzigkofen nennt die verordneten Naturdenkmale (ND) der im baden-württembergischen Landkreis Sigmaringen liegenden Gemeinde Inzigkofen. In Inzigkofen gibt es insgesamt neun als Naturdenkmal geschützte Objekte, davon zwei flächenhafte Naturdenkmale (FND) und sieben Einzelgebilde-Naturdenkmale (END).
Stand: 31. Oktober 2016.

## Flächenhafte Naturdenkmale (FND)
| Name                         | Bild | Kennung     | Einzelheiten | Position | Fläche Hektar | Datum         |
| ---------------------------- | ---- | ----------- | ------------ | -------- | ------------- | ------------- |
| Steinbrüche auf dem Talsberg | BW   | 84370590001 | Inzigkofen   | ⊙        | 0,4           | 6. Mai 1965   |
| Talbachversickerung          | BW   | 84370590002 | Inzigkofen   | ⊙        | 0,0           | 21. Okt. 1939 |
| Legende für Naturdenkmal     |      |             |              |          |               |               |

## Einzelgebilde (END)
| Name                                       | Bild | Kennung     | Einzelheiten | Position | Fläche Hektar | Datum         |
| ------------------------------------------ | ---- | ----------- | ------------ | -------- | ------------- | ------------- |
| Burghöhle Dietfurt                         |      | 84370590008 | Inzigkofen   | ⊙        | 0,0           | 30. Okt. 1987 |
| Dorflinde                                  | BW   | 84370590004 | Inzigkofen   | ⊙        | 0,0           | 18. Mai 1971  |
| Friedenslinde von 1871                     | BW   | 84370590007 | Inzigkofen   | ⊙        | 0,0           | 18. Mai 1971  |
| Gespaltener Fels                           | BW   | 84370590006 | Inzigkofen   | ⊙        | 0,0           |               |
| Kälberwieshöhle                            | BW   | 84370590010 | Inzigkofen   | ⊙        | 0,0           | 14. Okt. 1993 |
| Mühlenhöhle                                | BW   | 84370590009 | Inzigkofen   | ⊙        | 0,0           | 30. Okt. 1987 |
| Zwei Stieleichen im Gemeindewald Vilsingen | BW   | 84370590003 | Inzigkofen   | ⊙        | 0,0           | 25. März 1935 |
| Legende für Naturdenkmal                   |      |             |              |          |               |               |